# Mylocrita acratopis
Mylocrita acratopis är en fjärilsart som beskrevs av Edward Meyrick 1922. Mylocrita acratopis ingår i släktet Mylocrita och familjen gräsmalar, Elachistidae. Inga underarter finns listade i Catalogue of Life.